# 新加坡金門會館
新加坡金門會館是新加坡的金門僑民主要的兩大金門幫集團之一，相較於由勞動階層組成的浯江公會，金門會館的成員來自於商紳階層:81。金門會館的前身是「浯江孚濟廟」，位於新加坡牛車水史密斯街，後來因為舊會館土地被徵收，1985年遷入新建於慶利路的新大樓。

## 沿革

### 浯江孚濟廟與金門公司
1870年，一群在新加坡經商有成的金門僑民提議興建祠廟，同時將廟宇當作會所使用:90。1875年12月4日，李連排、黃良川、楊振都、洪文聰等金門僑民以693元購得牛車水史密斯街（Smith Street，又稱士敏街），次年正式成立「浯江孚濟廟」:90。當時的廟宇是兩層樓建築，一樓中堂主祀聖侯恩主陳淵及其夫人，後殿供奉福德正神，二樓則立有祿位:90。黃英偉、楊振都、李連排、陳清泰、吳仲鍾、洪文聰、黃良川、黃超和是大董事，李仕撻擔任大總理:91。而在建廟之初，對外便使用「金門公司」之名。
1911年李仕撻逝世，由黃良檀接任總理，並在廟宇後進設有辦事處:95。1913年黃安基接任總理，與副總理陳芳歲向中華民國福建巡按使許世英提案將金門設縣:96。

### 金門會館

#### 名稱
關於「金門會館」的名稱何時出現，有數種說法。林孝勝〈浯江孚濟廟和金門會館〉指出「浯江孚濟廟碑記」（1876年）、「重修孚濟廟捐款芳名」（1919年）並未出現「金門會館」之名，到了「重建孚濟廟碑記」（1931年）、「孚濟廟章程」中才有「金門會館」（1931年）一詞:105。吳華《新加坡華族會館史》根據《南洋年鑑》等資料，認為「金門會館」在1913年或1919年已出現:105。江柏煒《新加坡的出洋客》認為是在1927年才正式使用「金門會館」一詞:106。

#### 發展
孚濟廟於1910年代發起重建，發起人有黃安基、蔡嘉種、陳景蘭等人，耗資1萬2150元。1919年落成後，變成三層樓建築，祭祀空間位於頂樓:96。1922年，金門俱樂部向新加坡金門僑民陳景蘭、蔡嘉種、陳煥武寄出公函，陳述金門交通不便的問題，而後金門僑民開會決定成立金門輪船公司經營金廈之間的航路:98。1927年6月17日，新加坡政府縣報正式批准金僑的註冊申請。
1933年10月，因為金門的治安問題，當時的金門縣長郭昌文向新加坡金門會館請求補助經費1萬6200元來強化陸防:110。

## 外部連結
- 新加坡金門會館 （页面存档备份，存于）